# Au Revoir Simone
Le Au Revoir Simone sono un gruppo musicale indie pop statunitense nato nel 2003 a Williamsburg, Brooklyn (New York).
Il gruppo è formato da tre ragazze: Erika Forster, Annie Hart e Heather D'Angelo.

## Il nome
Il nome del gruppo deriva da una frase che il personaggio Pee-wee Herman dice a un personaggio minore chiamato Simone nel film Pee-wee's Big Adventure di Tim Burton.

## Storia
Il gruppo è nato nell'autunno 2003, quando Erika Forster e Annie Hart hanno fatto amicizia durante un viaggio in treno dal Vermont a New York. Tornate a New York, incominciano ad incontrarsi regolarmente per produrre la propria musica. Heather D'Angelo inizia al contempo a entrare nel gruppo, insieme a Sung Bin Park, che lascerà la band nel gennaio 2005. 
Poco dopo iniziano a tenere i primi concerti a Manhattan e Brooklyn. Nell'ottobre 2005 è uscito il loro album di debutto, Verses of Comfort, Assurance & Salvation (Moshi Moshi Records). Il disco è stato prodotto da Rod Sherwood. Through the Backyards è stato il primo brano pubblicato come singolo.
Nel 2006 il trio ha partecipato a una video session con Vincent Moon e ad un tour negli Stati Uniti con i We Are Scientists. L'anno seguente invece hanno girato in tour con Peter Bjorn and John. Nel 2007 hanno tenuto un concerto a Parigi per una retrospettiva di David Lynch. Nel marzo 2007 è stato pubblicato il secondo album del gruppo, intitolato The Bird of Music. Anche questo è stato prodotto da Rod Sherwood e pubblicato dalla Moshi Moshi.
Nel settembre del 2007 il trio si è esibito sia al Treasure Island Festival, al Monolith Festival.
Nel maggio 2009 è stato pubblicato l'album Still Night, Still Light. Successivamente il gruppo ha intrapreso un proprio tour da headliner in Giappone. Nel 2010 hanno prodotto un video interattivo per la canzone Knight of Wands.
Successivamente le ragazze del gruppo sono state impegnate su altri fronti: Annie ha avuto un figlio, Heather si è laureata in biologia ambientale alla Columbia University, mentre Erika ha pubblicato un EP sotto il nome di Erika Spring.
Nel settembre 2013, esce il quarto album, Move In Spectrums (Moshi Moshi). Prodotto da Jorge Elbrecht, il disco riceve discreti apprezzamenti presso la critica specializzata.
Sono apparse cantando i loro brani Lark e A Violent Yet Flammable World come sigla di chiusura rispettivamente del quarto e nono episodio della terza stagione di Twin Peaks.

## Formazione
- Erika Forster  - voce, tastiera
- Annie Hart - voce, tastiera
- Heather D'Angelo - voce, drum machine, tastiera

## Discografia

### Album
- 2005 - Verses of Comfort, Assurance & Salvation
- 2007 - The Bird of Music
- 2009 - Still Night Still Light
- 2013 - Move in Spectrums

### Remix
- 2008 - Reverse Migration
- 2010 - Night Light